# Крюков, Михаил Васильевич (архитектор)
Михаил Васильевич Крюков (16 декабря 1884, Озёры, Московская губерния — 9 января 1944, Воркута) — советский архитектор. Первый ректор Всесоюзной Академии архитектуры. Профессор архитектуры.

## Биография
Родился 16 декабря 1884 в селе Озёры Коломенского уезда Московской губернии в крестьянской семье.
С 1897 года учился в Строгановском училище. В 1911 году окончил МУЖВЗ со званием архитектора.
В 1914 году стал членом Московского архитектурного общества. В 1917 году возглавил первый профсоюз архитекторов. В 1918 году входил в состав руководства вновь созданного Профессионального союза зодчих. В 1918 году назначен членом архитектурно-художественного Бюро Московского совета районных дум.
С 1919 года — заместитель Председателя КомГосООра (Комитета государственных сооружений). В 1921 году организовал в Москве и возглавил в должности управляющего строительный трест «Мосстрой» (до 1930). В 1929 году стал одним из членов-учредителей ВОПРА.
В 1927—1934 годах принимал участие в составлении «Технической энциклопедии» в 26-и томах под редакцией Л. К. Мартенса, автор статей по тематике «архитектура».
В 1930 году избран начальником строительства Дворца Советов
В 1932 был начальником Архитектурно-планировочного Управления при Моссовете.
С 1933 года — первый ректор Всесоюзной Академии архитектуры (заместитель — К. С. Алабян).
В 1935 году делегирован Союзом советских архитекторов на Международный съезд архитекторов в Риме.
В 1936 году Крюкову было присвоено звание «Профессор архитектуры».
До революции жил в Москве в построенном по его проекту доме на Новослободской улице, 21. Затем жил по адресу: Дурновский переулок, 12 (до 1927) и Большой Козловский переулок, 11 (с 1928).
Репрессирован в 1938 году. Умер в 1944 году в лагере НКВД города Воркуты. В июне 1956 года реабилитирован посмертно.

## Постройки
- 1910 — доходный дом по Новослободской улице (ныне дом 21)[1].
- 1928—1929 — жилой дом на Подколокольном переулке (в настоящее время дом 13/1)[1]. В 1960-е годы в нём проживал Народный артист России Е. А. Моргунов.
- Во время пребывания в лагере проектировал дома в Воркуте[8].